# マームズベリのウィリアム

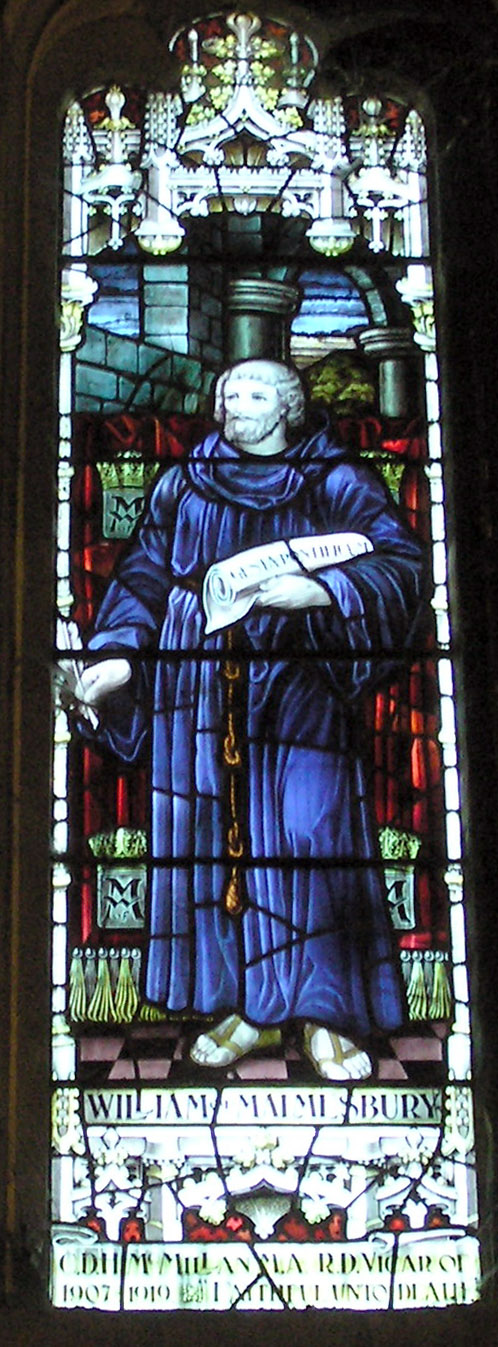
マームズベリのウィリアム。マームズベリ修道院のステンドグラス。1928年製作。

マームズベリのウィリアム（英:William of Malmesbury、1095年？－1143年）は、中世イングランドの歴史家・ベネディクト会修道士。
ノルマン人とアングロ・サクソン人の混血として生まれ、幼くしてイングランド南西部のマームズベリ修道院に入って学問に励み、長じて同修道院の図書館司書を務めながら、イングランド各地を旅行して、その知識・経験を元に多くの歴史書を著した。1125年頃までにイングランドの王国史を扱った『歴代イングランド王の事績』（Gesta Regun Anglorum）と教会史を扱った『イングランド司教たちの事績』（Gesta Pontificum Anglorum）を著し、その後1125年から1142年までの同時代史を扱った『現代史』（Historia Novella）を著した。
彼はベーダの後継者であると自負していたが、文献史料の適切な収集と選別と吟味、地名や記念物など文献以外の事物からの情報採取、合理的な歴史解釈の重視、その出自ゆえのノルマン人とアングロ・サクソン人双方に対する中立的な執筆姿勢など、イングランドの歴史家としてはベーダに次ぐ存在とされ、後世に至るまでその著書は高く評価されている。